# Paul Vogler
Pour les articles homonymes, voir Vogler.
Paul Vogler, né le 8 mars 1853 à Paris (ancien 7e arrondissement) et mort à Verneuil-sur-Seine le 17 décembre 1904, est un peintre impressionniste français.

## Biographie
Peintre autodidacte de la seconde génération de l'impressionnisme, Paul Vogler est l'élève d'Alfred Sisley qui l’influencera dans sa manière de peindre.
C’est ainsi qu’il peignit de nombreux paysages, principalement du Midi, de Bretagne, de la Seine et de l’Oise, à différentes périodes de la journée mais également des saisons, pour jouer avec les effets de lumière grâce à sa technique très personnelle, simple et vigoureuse.
Suivant ses conseils, Le Barc de Boutteville, un marchand de tableaux anciens, s'intéressa aux peintres contemporains à partir de 1891.
En 1893, il réalise les décors, financés par Tola Dorian, de Pelléas et Mélisande de Maurice Maeterlinck pour la mise en scène de Lugné-Poe.
Il expose à la galerie Ambroise Vollard à Paris de février à mars 1899.
Pour l'historien d'art Gérald Schürr, Vogler n'a certes « pas la finesse chromatique de Sisley », mais il sait restituer la « poésie mélancolique » de l'hiver.
Une de ses œuvres, Allée près d'une petite ville, fut attribuée à tort à Alfred Sisley en raison d'une signature apocryphe non pas d'origine, mais appliquée ultérieurement pour masquer la sienne. Annoncée en janvier 2016, cette falsification a été découverte lors de la restauration du tableau par Julia Tholen au Kunsthalle de Brême, à qui il fut donné par Johann Friedrich Lahmann en 1937. Cette toile n'était cependant pas répertoriée dans le catalogue raisonné de Sisley par François Daulte. 

Œuvres de Paul Vogler
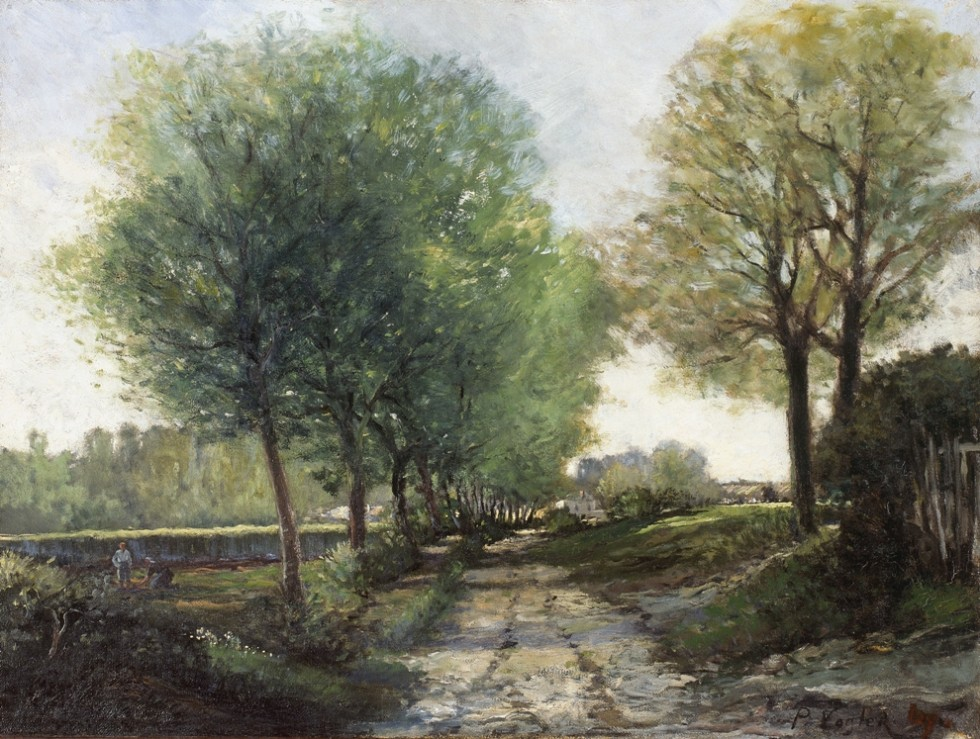
Allée près d'une petite ville, Kunsthalle de Brême.
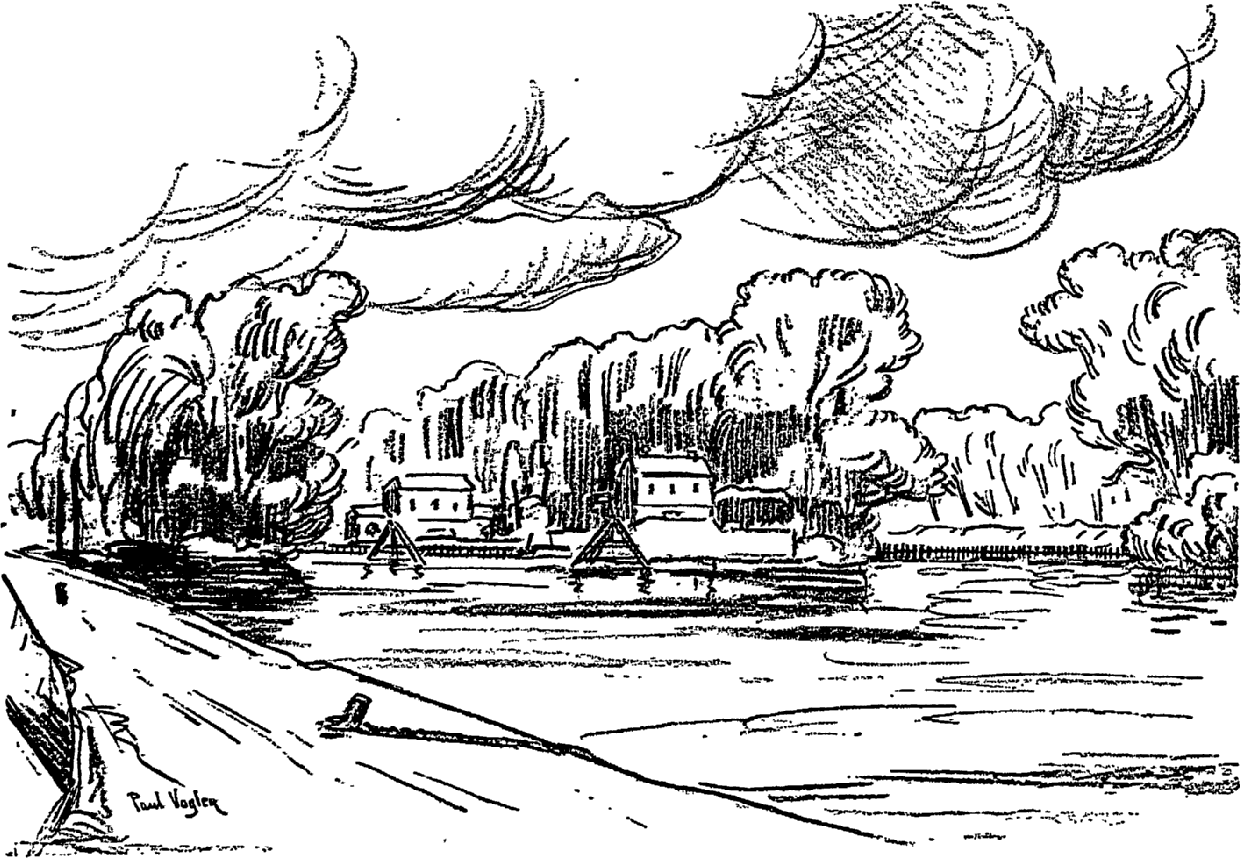
Paysage, dessin.